# Yosef Shlomo Kahaneman
Pour les articles homonymes, voir Kahaneman.
Yosef Shlomo Kahaneman (né le 13 mai 1886 à Kul, dans l'Empire russe, aujourd'hui en Lituanie et mort le 3 septembre 1969 à Bnei Brak, en Israël) est un rabbin israélien d'origine lituanienne. Il est Rosh yeshiva de la Yechiva de Ponevezh.

## Biographie
Yosef Shlomo Kahanemanest né le 13 mai 1886 à Kul, dans l'Empire russe. Il est le fils de Leib Kaganeman et de Ita Leah Wolpert. Il a une sœur, Rive Ente Kahaneman/Kaganeman, née le 13 avril 1887 à Plungė, en Lituanie. Il a un demi-frère, Solomon Kahaneman.
Il épouse en 1910, Feiga Rubin (née en 1886), la fille du rabbin de Vidzh (Vidzy), en Biélorussie, Aryeh Leib Rubin. Ce dernier est né en 1852 à Radaškovičy, en Biélorussie, et est mort en 1936 à Ukmergė, en Lituanie.
Ils ont quatre enfants: le rabbin Avraham Kahaneman (né en 1912 et mort en 2009), Yankel Kahaneman (né à Vilnius, en Lituanie), Esther Kahaneman (née à Panevėžys, Lituanie), et Isaac Kahaneman (né à Panevėžys, Lituanie).
En juin 1941, Yosef Shlomo Kahaneman perd son épouse et trois enfants (Yankel Kahaneman, Esther Kahaneman, et Isaac Kahaneman) durant la Shoah. Un de ses fils survit, Avraham Kahaneman, et immigre aux États-Unis.

### Études
À un jeune âge, il étudie à la Yechiva à Plungė, en Lituanie, sous la direction du rabbin Chaim Yitzchak Hacohen Bloch. De l'âge de 14 ans à 20 ans, il étudie à la Yechiva de Telshe, sous la direction du rabbin Eliezer Gordon et du rabbin Shimon Shkop. Il passe ensuite une demi-année à la Yechiva de Novardok, puis trois ans à la Yechiva de Radoun, sous la direction du Hofetz Haïm et du rabbin Naftali Trop.

### Rabbin de Vidzy
Quand son beau-père devient le rabbin de Vilkomir (Ukmergė), en Lituanie à la fin de 1911, il lui succède comme rabbin de  Vidzh.

### Ponevezh (Panevėžys)
Le rabbin Yitzhak Yaakov Rabinovich fonde la Yechiva de Ponevezh (Panevėžys) en 1908. Après le décès de Yitzhak Yaakov Rabinovich en 1919, Yosef Shlomo Kahaneman devient le rabbin de Ponevezh (Panevėžys). Il établit trois Yechivot, une école et un orphelinat. Durant la Seconde Guerre mondiale, toutes ces institutions sont détruites et nombre de ses étudiants et leurs familles sont assassinés.

### Membre du Parlement
Yosef Shlomo Kahaneman est élu membre du  Parlement  en Lituanie. Il fait partie du Conseil National du Judaïsme Lituanien. Il fait partie du leadership de l'Agoudat Israel.

### Seconde Guerre mondiale
Il est en visite en Palestine mandataire lorsque la Seconde Guerre mondiale éclate. Avec l'occupation de la Lituanie par l'Armée rouge, il décide de rester en Palestine mandataire. De loin, il dirige toujours la Yechiva de Ponevezh. 
Les Nazis envahissent Ponovezh, détruisent la Yechiva et assassinent tous les étudiants.